# Highland Village (Texas)
Highland Village város az USA Texas államában, Denton megyében. Lakosainak száma 15 899 fő (2020. április 1.).

## Népesség
A település népességének változása:

| 2010 | 15 056 |
| 2020 | 15 899 |